# 크리스티큰귀박쥐
크리스티큰귀박쥐(Plecotus christii)는 애기박쥐과에 속하는 박쥐의 일종이다. 이집트의 토착종이다. 자연 서식지는 아열대 또는 열대 건조 관목 지대, 암반 지역 그리고 고온의 사막 지대이다.

## 특징
작은 박쥐로 몸통 길이는 42~54mm이고 전완장은 36~41mm이다. 꼬리 길이는 42~48mm, 발 길이는 8~9mm, 귀 길이는 32~39mm이다. 몸무게는 최대 7.8g이다. 털은 길고 무성하다. 등쪽은 회색빛 갈색이지만 배쪽은 희끄무레한 색을 띤다. 핵형은 2n=32, FNa=50이다.

## 생태
바위틈과 피라미드의 어두운 곳, 기타 고대 유적이나 폐허, 동굴, 버려진 광산 등에서 독거 생활을 한다. 수컷은 번식기 동안 가을에 땅 위에서 생활한다. 먹이는 곤충, 특히 큰 나비와 작은 딱정벌레, 파리, 날도래 등이고 식물 잎과 꽃에서 포획한다. 3월초에 이스라엘에서 임신 초기의 암컷 한 마리를 포획했지만 나머지는 4월 중순과 6월 중순에 사해 호숫가에서 젖을 먹이는 박쥐를 포획했다.

## 분포 및 서식지
나일강 삼각주 지역부터 6곳의 급류 지역까지의 나일강 계곡과 수단 북부, 시나이반도, 요르단 남서부, 팔레스타인 남부 지역에 널리 분포한다. 건조한 사막 지대 오아시스 지역과 나일강가를 따라 좀더 습기가 있는 환경에서 서식한다.